# Paul Richard Gallagher
Mons. Paul Richard Gallagher (* 23. ledna 1954, Liverpool) je anglický římskokatolický kněz, arcibiskup a sekretář Státního sekretariátu v sekci pro vztahy se státy.

## Život
Narodil se 23. ledna 1954 v Liverpoolu. Středoškolské vzdělání získal v St. Francis Xavier's College.
Na kněze byl vysvěcen 31. července 1977 arcibiskupem Derekem Worlockem a poté působil ve Fazakerley. Navštěvoval Papežskou církevní akademii kde získal doktorát z kanonického práva a 1. května 1984 nastoupil do diplomatických služeb Svatého stolce.
Ze začátku pracoval na nunciaturách v Tanzanii, Uruguayi, na Filipínách a ve Vatikánském státním sekretariátu. Dne 1. května 1997 se stal konzulem na nunciatuře v Burundi. Od roku 2000 do roku 2004 působil jako trvalý pozorovatel v Radě Evropy.
Dne 22. ledna 2004 jej papež Jan Pavel II. jmenoval apoštolským nunciem v Burundi a titulárním arcibiskupem z Hodelmu. Biskupské svěcení přijal 13. března 2004 z rukou kardinála Angela Sodana a spolusvětitelé byli arcibiskup Patrick Kelly a arcibiskup Robert Sarah. Nunciem v Burundi byl do 19. února 2009, kdy byl jmenován nunciem v Guatemale.
Dne 11. prosince 2012 byl jmenován apoštolským nunciem v Austrálii.
Dne 8. listopadu 2014 jej papež František ustanovil sekretářem Státního sekretariátu.